# محمد بن عبد العزيز بن مانع
محمد بن عبد العزيز بن مانع الوهيبي التميمي (1300- 1385 هـ / 1882- 1965 م) فقيه حنبلي سعودي، ومؤرِّخ أديب.

## ولادته وتعليمه
ولد محمد بن عبد العزيز بن محمد بن عبد الله بن محمد بن إبراهيم بن مانع آل شبرمة الوُهَيبي التميمي في عنيزة في نجد سنة 1300هـ، في بيت علم ودين وورع وتقوى، ونشأ بها. 
أدخل المانع مدرسة تحفيظ القرآن عند بلوغه سن السابعة من قبل والده، ثم ما لبث أن مرض والده وتوفي وهو ما زال في خطواته الأولى في مدرسة تحفيظ القرآن، ثم استمر في حفظ القرآن حتى ختمه، ثم شرع بعد ذلك في قراءة مبادئ العلوم على علماء بلده متنقلا بن عنيزة وبريدة، حيث قرأ على عمه الشيخ عبد الله المانع وصالح العثمان القاضي (1282 هـ-1351 هـ وإبراهيم بن حمد الجاسر وعبد الله بن عائض (1249 هـ-1322 هـ في عنيزة، ومحمد بن عبد الله بن سليم في بريدة، وفي المذنب أخذ عن عبد الله بن محمد بن دخيل (1261 هـ-1324 هـ)، حيث أخذ عنهم التوحيد والفقه والحديث والنحو والفرائض ، وقرأ فيها كتاب التوحيد للشيخ محمد بن عبد الوهاب، وبلوغ المرام من أدلة الأحكام لابن حجر العسقلاني، ودليل الطالب لنيل المطالب للشيخ مرعي الكرمي، والدرة المضية في شرح الفارضية للشيخ عبد الله بن محمد الشنشوري، ومتن الأجرومية لابن آجروم.

## سفره لطلب العلم
رحل المانع إلى العراق فوصل إلى البصرة أول الأمر ومكث فيها فترة ثم قصد بغداد فقرأ النحو والفقه والفرائض والحساب على يد شيوخ وأساتذة بغداد، فقرأ على محمود شكري الألوسي، وعلى علي بن السيد نعمان أفندي الألوسي (1277 هـ - 1340 هـ)، وكذلك قرأ على عبد الوهاب بن عبد القادر بن عبد الغني (1266 هـ - 1345 هـ)، وعبد الرزاق الأعظمي، ويحيى بن قاسم الوتري (1282 هـ - 1341هـ)، وقد استمرت رحلته في العراق أربع سنوات.
ثم شد المانع الرحال إلى القاهرة متوجها إلى الأزهر الشريف، ومكث في الأزهر ثلاث سنوات حضر خلالها دروس ولقاءات لمحمد عبده، و محمد رشيد رضا، حيث قرأ الروض المربع شرح زاد المستقنع وبعضا من شرح دليل الطالب، كما قرأ النحو والعلوم السائدة في الأزهر على محمد الذهبي شيخ الحنابلة بمصر، ثم توجه المانع بعد ثلاث سنوات إلى دمشق، سمع فيها على أشهر علماء عصره جمال الدين القاسمي، سمع عليه صحيح البخاري، وحضر الدروس التي كان ينظمها العلامة عبد الرزاق البيطار ثم عاد إلى عنيزة سنة 1329 هـ.

## مؤلفاته
- مختصر عنوان المجد في تاريخ النجد.
- سبل الهدى في شرح شواهد قطر الندى.
- الكواكب الدرية على الدرة المضية.
- حاشية على العقيدة الطحاوية.
- حاشية على العقيدة الواسطية.
- إقامة الدليل والبرهان على تحريم أخذ الأجرة على تلاوة القرآن.
- إرشاد الطلاب إلى فضيلة العلم والعمل والآداب.
- حاشية على عمدة الفقه.
- حاشية على دليل الطالب.
- رسالة في آداب البحث والمناظرة.
- تحقيق النظر في أخبار الإمام المهدي المنتظر.
- كشف الغطا عما في أعلام الورى من الخطأ.
- القول السديد فيما يجب لله على العبيد.
- الأجوبة الحميدة على الأسئلة المفيدة.
- الأعلام فيمن ولي عنيزة من الأمراء والقضاة والأعلام.
- التقويم العربي المفيد.

## وفاته
أُصيب محمد المانع بمرض أواخر حياته بمرض البروستاتا، ثم سافر إلى بيروت لإجراء عملية جراحية في مستشفى دار الصحة، وقد توفي قبيل فجر السبت بتاريخ 12 رجب 1385هـ، وقد صلّى عليه في بيروت جمع من أهل العلم والفضل والحكم والسفراء من رجالات لبنان و العالم الإسلامي، ثم نُقل جثمانه إلى الدوحة بالطائرة حيث تمت الصلاة عليه بجامع الشيوخ نهار السبت التاسع عشر من رجب، ودُفن في المقبرة الشرقية بالدوحة.